# Ion Dacian
Ion Dacian, născut Ion Pulcă, (n. 11 octombrie 1911, Saschiz, România – d. 8 decembrie 1981, București, România) a fost un renumit tenor român, Artist al Poporului cunoscut prim solist și director al Teatrului de Stat de Operetă București. Ion Pulcă și-a luat mai târziu numele de Dacian după satul Dacia din județul Brașov,  satul de unde era tatăl său.  

## Biografie
Ion Pulcă a urmat în paralel cursurile Facultății de Drept și ale Academiei de Muzică din Cluj, avându-l ca profesor de canto pe Ion Crișan.
Își începe cariera în 1934 la Opera Română din Cluj. În 1939 este angajat de Nicolae Vlădoianu la Teatrul de Operetă și Revistă „Alhambra” din București, debutând în operetă și în regie. Prima operată în care joacă este Vânt de Primăvară de Johann Strauss (fiul). În perioada 1942–1947 este co-director al Teatrului Alhambra, interpretând roluri de june-prim în toate spectacolele muzicale ale acestuia.
În 1950 se înființează Teatrul de Stat de Operetă, Ion Dacian fiind angajat ca prim-solist al teatrului. Apare într-o succcesiune de spectacole de succes printre care Liliacul și Sânge Vienez de Johann Strauss (fiul), Lăsați-mă să cânt de Gherase Dendrino, Lysistrata de Paul Lincke, Vânzătorul de Păsări de Carl Zeller,  Văduva Veselă  și  Paganini  de Franz Lehár,  My Fair Lady de Frederick Loewe, Secretul lui Marco Polo de Francis Lopez, Anton Pann de Alfred Mendelsohn și altele.
Ion Dacian a fost numit director al teatrului în anul 1963, dar a fost eliberat din funcție, fără explicații, în septembrie 1971.
În cariera sa, Ion Dacian a interpretat 57 de roluri, jucând în peste 5000 de spectacole și luând parte la 120 de concerte cu diverse orchestre filarmonice. A fost un artist de mare popularitate, iubit de public.
A fost distins cu titlurile de laureat al Premiului de Stat și Artist Emerit (1952).
Ion Dacian se stinge din viață la 8 decembrie 1981, fiind înmormântat în curtea bisericii “Sf. Gheorghe” din cartierul bucureștean Andronache.
În 1990 Teatrul de Operetă a fost numit Teatrul de Operetă "Ion Dacian". În anul 2000 prin hotărîre a guvernului, numele a fost schimbat în Teatrul Național de Operetă "Ion Dacian" București.
În februarie 2011 școala generală din localitatea natală a primit numele său, devenind Gimnaziul de Stat „Ion Dacian”.

## Distincții
- titlul de Artist Emerit al Republicii Populare Române (1 iulie 1952)[2]
- Ordinul Muncii clasa a II-a (7 martie 1956) „cu prilejul împlinirii a cinci ani de activitate a Teatrului de stat de operetă și pentru merite deosebite în muncă”[3]
- Ordinul „Steaua Republicii Populare Romîne” clasa a IV-a (12 august 1959) „pentru activitate rodnică în dezvoltarea științei și culturii din Republica Populară Romînă”[4]
- titlul de Artist al Poporului din Republica Populară Romînă (18 august 1964) „pentru merite deosebite în activitatea desfășurată în domeniul teatrului, muzicii, artelor plastice și cinematografiei”[5]
- Ordinul „Meritul Cultural” clasa I (12 septembrie 1968) „pentru activitate îndelungată și merite deosebite în activitatea muzicală”[6]